# Hermacha brevicauda
Hermacha brevicauda là một loài nhện trong họ Nemesiidae.
Hermacha brevicauda được miêu tả năm 1903 bởi Purcell.